# Nextlalpan
Nextlalpan é um município do estado do México, no México.